# 查塔姆 (新澤西州)
查塔姆（英語：Chatham）是位於美國新澤西州摩里斯縣的自治市鎮。

## 人口
根據2020年美國人口普查的數據，查塔姆的面積為6.16平方千米，當中陸地面積為6.07平方千米，而水域面積為0.09平方千米。當地共有人口9212人，而人口密度為每平方千米1,495人。